# Holding
Holding (ang. holding company – od słowa hold oznaczającego trzymać) – organizacja grupująca podmioty gospodarcze (np. spółki), samodzielne pod względem prawnym i organizacyjnym, ale pod względem finansowym uzależnione od jednego z nich (podmiotu dominującego). Podmiot dominujący posiada udziały w podmiotach zależnych, dzięki czemu może kontrolować skład zarządów oraz działalność tych podmiotów. Istotą holdingu jest zarządzanie oraz kontrolowanie działalności wielu podmiotów zależnych przez jedną organizację dominującą. Odbywa się to dzięki zależnościom kapitałowym lub personalnym. Holding jest zatem formą kumulacji kapitału. Kumulacja może następować przez przejmowanie słabszych przedsiębiorstw, najpierw w swoich branżach i pokrewnych, a później także w innych obszarach gospodarki. Innym sposobem jest celowe wyodrębnienie z przedsiębiorstwa „matki” samodzielnych pod względem prawa, lecz uzależnionych ekonomicznie przedsiębiorstw „córek” (filii). Zależności matka-córka ogólnie mają charakter drzewiasty i mogą być rozbudowane, np. spółka „matka” posiada większość udziałów w kilku spółkach „córkach”, które z kolei posiadają udziały większościowe w spółkach najniższego piętra zarządzania. Jednak taki model zależności w holdingach nie jest jedyny – występują też bardziej złożone sieci powiązań, w tym kapitałowych.
W Polsce termin ten jest stosowany z umocowaniem prawnym (ustawa: prawo bankowe), tożsame jest pojęcie grupa kapitałowa, z tym że obejmuje ono tylko związki kapitałowe, a nie personalne.

## Istota struktur holdingowych
Spółki holdingowe posiadają osobowość prawną niezależnie od tego czy są one spółkami zależnymi (córkami) czy spółkami uzależniającymi (spółkami matkami). Możliwość podejmowania decyzji władczych przez spółki dominujące powoduje jednak, że mamy do czynienia z organizacją o względnie trwałych zależnościach i jednocześnie określonej hierarchii. Nie można natomiast akceptować stanowiska, z którym holding utożsamia się jedynie ze spółką naczelną. Holding bowiem tworzą co najmniej dwa podmioty prawno-gospodarcze – podmiot kontrolujący i podmiot kontrolowany. Natomiast więź, która te podmioty łączy, stanowi istotę holdingu.

## Drogi powstania struktur holdingowych
Struktury holdingowe można klasyfikować wg wielu kryteriów. Zgodnie z kryterium sposobu powstawania wyróżnia się holdingi powstałe w wyniku wydzielania przedsiębiorstw, łączenia przedsiębiorstw i powstałe na bazie przedsiębiorstw wielozakładowych. Powstanie holdingów drogą dzielenia polega na decentralizacji zarządzania oraz odpowiednich zmianach w strukturze organizacyjnej przez tworzenie nowych instancji w formie przedsiębiorstw. Powstanie holdingów drogą łączenia polega na połączeniu danego przedsiębiorstwa z innymi lub częściej przyłączeniu innych przedsiębiorstw. Tworzenie holdingów na bazie przedsiębiorstw wielozakładowych umożliwiają w Polsce przepisy ustawy o przedsiębiorstwach państwowych, a w szczególności ustawa o prywatyzacji tych przedsiębiorstw. Odbywa się to dzięki tzw. kapitałowej drodze prywatyzacji przedsiębiorstw państwowych, tj. przekształceniu się w jednoosobowe spółki Skarbu Państwa oraz udostępnienia akcji lub udziałów. Powstanie holdingów na bazie przedsiębiorstw wielozakładowych przebiega następująco:
- przekształcenie przedsiębiorstwa wielozakładowego w jednoosobową spółkę Skarbu Państwa,
- utworzenie spółek podporządkowanych na podstawie art. 16 ustawy o prywatyzacji przedsiębiorstw państwowych,
- utrzymanie spółki „pierwotnej” jako spółki dominującej,
- prywatyzacja holdingu.

Prywatyzacja holdingów powstałych na bazie przedsiębiorstw wielozakładowych musi przebiegać w sposób umożliwiający utrzymanie układu holdingowego, tzn. zapewniający utrzymanie większościowego pakietu akcji lub udziałów spółek podporządkowanych przez spółkę dominującą. Wybór drogi prywatyzacji zależy głównie od oceny rynku kapitałowego, a zwłaszcza od zainteresowania potencjalnych inwestorów oraz preferencji załóg spółek podporządkowanych w nabywaniu akcji na zasadach ulgowych.

## Kryteria holdingu
Za kryterium mówiące o tym czy mamy do czynienia z holdingiem, przyjmuje się posiadanie przez „spółkę matkę” więcej niż połowy kapitału akcyjnego lub w spółce nieemisyjnej więcej niż połowy udziałów w ich nominalnym wyrażeniu (holding jawny). W holdingach ukrytych, ze względu na łańcuch zależności, wynikający z istnienia akcji niedających prawa głosu oraz rozproszenia akcji, posiadanie lub reprezentowanie nawet mniej niż 50% kapitału akcyjnego „spółki córki” daje pakiet kontrolny nad nią. W gospodarkach o nieukształtowanej w pełni gospodarce rynkowej uważa się, że mamy do czynienia z holdingiem, gdy władze „spółki matki” mają możliwość kształtowania składu władz innej spółki. W dojrzałych gospodarkach rynkowych za nadrzędne kryterium przyjmuje się fakt, że dane ugrupowanie gospodarcze sporządza skonsolidowany bilans, a więc przed władzami podatkowymi traktuje swoje prawnie samodzielne części jako elementy pewnej całości.

## Rodzaje holdingów
Jest wiele kryteriów klasyfikacji holdingu.
Według kryterium branżowo-obszarowego można wyróżnić następujące typy holdingów:
1. horyzontalny – obejmujący podmioty prowadzące działalność w tej samej dziedzinie,
2. wertykalny – grupujący jednostki w pewien schemat gospodarczego powiązania (np. rafineria i podmioty prowadzące stacje benzynowe),
3. diagonalny – obejmujący podmioty należące do różnych gałęzi gospodarki.

Kryterium podmiotowe i przedmiotowe pozwala wyróżnić holdingi:
1. podmiotowo jednolite (właściwe, czyste, monolityczne) – grupujące uczestników prowadzących działalność w takiej samej formie organizacyjno-prawnej,
2. przedmiotowo jednolite – podmiot kontrolujący obok podstawowej działalności rozwija równolegle aktywność uboczną o charakterze tradycyjnym (np. produkcję, handel),
3. mieszane podmiotowe – zgrupowanie przedsiębiorstw, banków, spółdzielni i fundacji, obejmujące także spółki prawa cywilnego lub handlowego.

Posługując się z kolei kryterium terytorialnego zasięgu struktury holdingowej, można wyróżnić holdingi:
1. krajowe – w którym podmiot kontrolujący, mający swą siedzibę w określonym kraju, nabywa udziały lub akcje w innych firmach, funkcjonujących jedynie na obszarze jego kraju;
2. zagraniczne – utworzone wprawdzie przez podmiot krajowy, ale obejmujący zagraniczne jednostki kontrolowane i funkcjonujący poza granicami danego kraju;
3. międzynarodowe – tworzone z reguły przez duże podmioty prawno-gospodarcze, przeważają w nim spółki akcyjne dysponujące z reguły dużym potencjałem gospodarczym, przedsiębiorstwa jednopodmiotowe oraz silne finansowo banki rozwijające działalność międzynarodową, jednocześnie liczba uczestników holdingu musi sięgać co najmniej trzech podmiotów, więc zaangażowane muszą być także co najmniej trzy kraje.

Oprócz wymienionych kryteriów według Leopolda Steckiego wyróżniamy między innymi jeszcze holdingi:
1. kierownicze – ich organizacyjno-prawna i ekonomiczna istota polega na tym, że uczestnictwo podmiotu kontrolującego w jednostce zależnej wyraża się w przejęciu od niej funkcji kierowania jego przedsiębiorstwem, bankiem lub inną firmą;
2. finansowe – w których podmiot kontrolujący nabywa w jednostkach zależnych znaczne udziały kapitałowe lub określonej wartości akcje;
3. rodzinne – tworzone na ogół przez członków małej rodziny obejmującej małżonków i ich dzieci;
4. kapitałowe – oznaczające uczestnictwo podmiotu kontrolującego w jednostce zależnej poprzez objęcie udziału kapitałowego, np. przez nabycie akcji o znacznej wartości kapitałowej.

## Zalety i wady struktur holdingowych
Do zalet holdingów zalicza się:
1. Zwiększenie poczucia odpowiedzialności za wyniki pracy spółek zależnych oraz wzrost motywacji do działań nowatorskich przez ich organy zarządzające, w stosunku do struktur dywizjonalnych. Efekty pracy, w tym przypadku w sposób bardzo jednoznaczny, identyfikowane z podmiotem gospodarczym.
2. Ograniczenie negatywnych skutków związanych z podjęciem działalności w obszarach wysokiego ryzyka. Spółka matka wydzielając samodzielny podmiot gospodarczy ogranicza ryzyko jedynie do wysokości udziałów w kapitale tego podmiotu.
3. Duża zachęta inwestorów zewnętrznych do zaangażowania środków w przedsięwzięcia realizowane przez spółki córki. W wypadku struktur dywizjonalnych zainwestowany kapitał ginie w całej organizacji gospodarczej, w wypadku holdingu inwestor staje się udziałowcem spółki córki, której kapitał jest tylko cząstką kapitału całej organizacji. Inwestor za te same pieniądze otrzymuje znacznie większy wpływ na zarządzanie wybraną spółką holdingową.
4. Ograniczenie ryzyka inwestycyjnego przez kapitał zewnętrzny. Inwestor zewnętrzny angażuje kapitał jedynie w tę spółkę, którą uważa za godną uwagi, czy to ze względu na jej szczególną efektywność, czy też ze względu na jej produkty. Nie ponosi natomiast ryzyka związanego na przykład z niską efektywnością działania innych spółek-córek holdingu czy też całej organizacji holdingowej. Inwestorzy zewnętrzni dążą niekiedy poprzez stopniowy wykup akcji spółek-córek, do ich przechwycenia.

Z kolei do wad holdingu należy:
1. konieczność szczególnego nadzoru ze strony zarządu w zakresie obiegu informacji. Błędy i niedopatrzenia w tym zakresie mogą powodować nawet zanik koordynacji między poszczególnymi spółkami.
2. możliwość nadmiernego wpływania na podmioty zależne przez podmiot nadrzędny.
3. możliwość nieuwzględniania interesów poszczególnych podmiotów zależnych – szczególnie słabszych uczestników – w strategii całego holdingu.